# Троицкий костёл (Чернавчицы)
Костёл св. Троицы (бел. Касцёл Св. Троіцы) — католический храм-крепость XVI века в белорусском агрогородке Чернавчицы (бел. Чарнаўчыцы), расположенном в 18 км к северу от Бреста. Административно относится к Брестскому деканату Пинского диоцеза.
Памятник белорусской архитектуры конца XVI века с элементами готики, ренессанса и чертами оборонного зодчества. Включён в Государственный список историко-культурных ценностей Республики Беларусь. Характерной особенностью церкви является отдельная от здания храма трёхъярусная четырёхгранная колокольня с шатровой крышей, которая стоит к северо-западу от храма на высоком цоколе. Церковь стоит в центре деревни, главным фасадом выходит на автодорогу Брест-Каменец.

## История
Католический храм в Чернавчицах построен из кирпича в 1585—1595 годах на средства воеводы Николая Христофора «Сиротки» Радзивилла. После подавления восстания 1863 года, как и многие другие католические церкви на территории современной Белоруссии, передан православной церкви. После перехода Чернавчиц в состав Польши в 1918 году возвращён католикам. В 1998 году церкви возвращено также приходское здание (плебания), в котором в советское время размещалась больница, а затем музыкальная школа.
Троицкий храм был местом хранения чтимой иконы Девы Марии, которая была вывезена вглубь России в Первую мировую войну и впоследствии утеряна.

## Архитектура

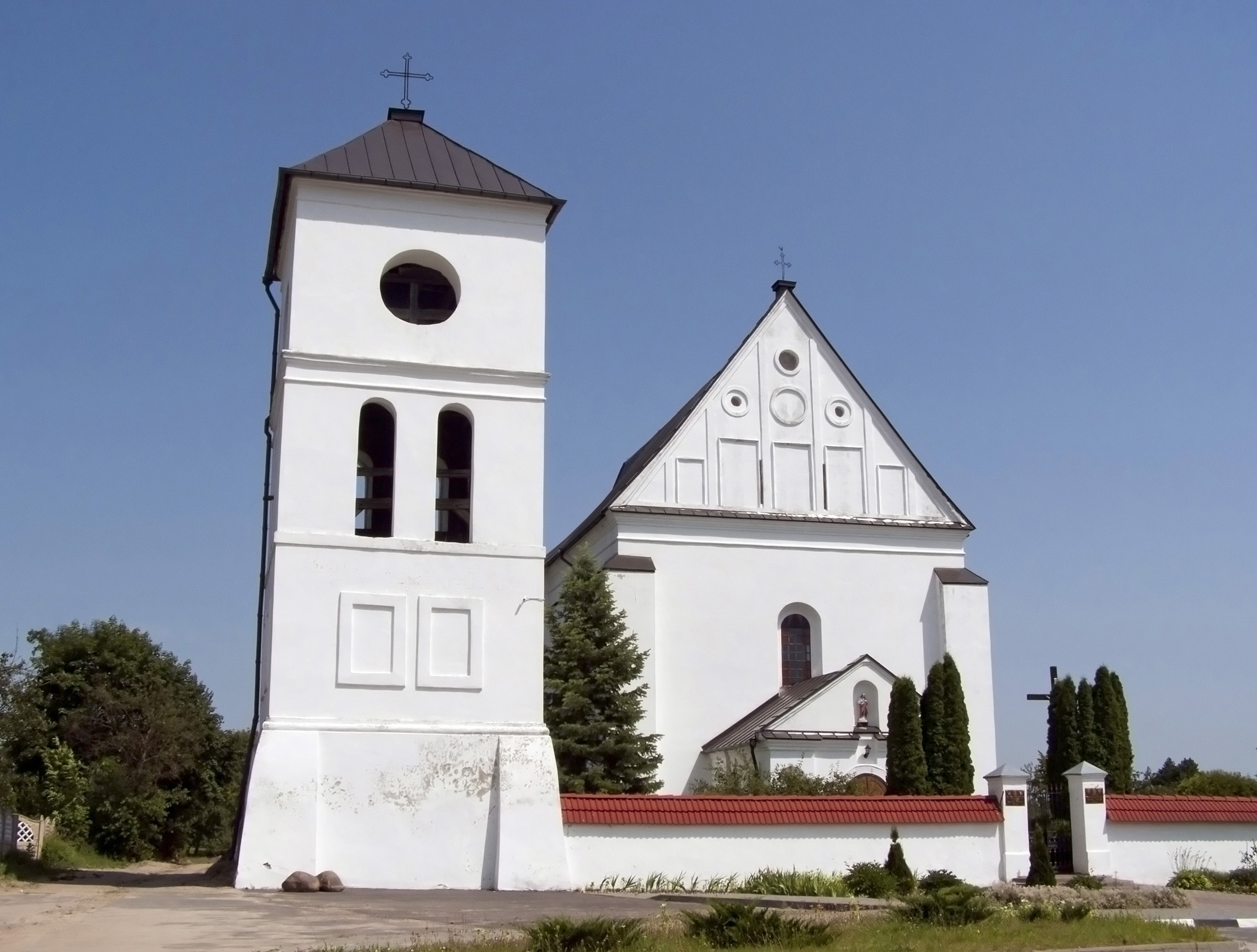
Троицкий костёл

Храм — однонефный с небольшим трансептом, бескупольный. Неф, трансепт и полукруглая апсида накрыты высокой двускатной крышей.
Апсида и боковые фасады несут черты готической архитектуры, что прослеживается в массивных стенах с контрфорсами и узких вытянутых полуциркульных окнах. Толщина стен боковых фасадов 1,3 м. Крутая и высокая крыша также свойственна конструктивным приемам готической архитектуры. Цилиндрический свод украшен лепными нервюрами с геометрическим рисунком — мотив ренессансной архитектуры. В интерьере храма выделяются три барочные деревянные полихромные скульптуры XVIII века, одна в алтаре и две — в нишах главного фасада.
Архитектура звонницы носит ярко выраженные черты оборонного зодчества и напоминает композицию оборонной замковой башни Несвижа, построенной также в конце XVI века.